# Siphopteron leah
Siphopteron leah is een slakkensoort uit de familie van de Gastropteridae. De wetenschappelijke naam van de soort is voor het eerst geldig gepubliceerd in 2003 door Klussmann-Kolb & Klussmann.